# Lauren Boles
Lauren Boles (n. 4 de diciembre de 2003) es una actriz infantil estadounidense. 

## Carrera
Lauren comenzó su carrera como actriz en 2008 donde tiene un rol recurrente como Ciara Brady en la serie de NBC, Days of our Lives. En 2010, interpretó el papel de la Joven Rachel Berry en el episodio "The Substitute" de la serie de Fox, Glee, después en 2012 interpretó a la Joven Ally Dawson en el episodio "Bloggers & Butterflies" de la serie original de Disney Channel, Austin & Ally. Lauren dejó Days of our Lives en 2015, su último episodio fue lanzado el 30 de septiembre.

## Filmografía
| Año       | Título            | Personajes         | Notas                              |
| --------- | ----------------- | ------------------ | ---------------------------------- |
| 2008-2015 | Days of our Lives | Ciara Brady        | Serie de NBC, Rol recurrente       |
| 2010      | Glee              | Joven Rachel Berry | Episodio: "The Substitute"         |
| 2012      | Austin & Ally     | Joven Ally Dawson  | Episodio: "Bloggers & Butterflies" |

| Año  | Comercial             | Notas                          |
| ---- | --------------------- | ------------------------------ |
| 2011 | Orville Redenbacher's | coestrella, comercial nacional |